# دریاچه سووری
دریاچه سووری (فنلاندی: Syväri) یک دریاچه با اندازه متوسط در فنلاند است. این دریاچه در منطقه ساوونیای شمالی ، در شهرداری‌های کوئوپیو و لاپین‌لاهتی واقع شده است. این دریاچه متعلق به حوضه آبریز اصلی رودخانه ووئوکسی است.